# Тарб (округ)
Округ Тарб (фр. Arrondissement de Tarbes) — округ у Франції, в департаменті Верхні Піренеї. 2023 року округ об'єднував 212 муніципалітети, населення становило 143 860 осіб.
Адміністративний центр (супрефектура) — Тарб.

## Склад округу
Кантони
| - Орейан - Бордер-Сюр-л 'Еше - Кастельно-Маньоак - Кастельно-Рів'єр-Бас - Галан - Лалубер - Мобурге - Осен - Пуйастрюк - Рабастан-де-Біґор - Семеак | - Тарб-1 - Тарб-2 - Тарб-3 - Тарб-4 - Тарб-5 - турне - Три-сюр-Баїз - Вік-ан-Біґор |

## Муніципалітети
Список муніципалітетів округу та їхні коди INSEE:
1. Аверан (65052)
2. Ажеде (65215)
3. Азерекс (65057)
4. Альє (65005)
5. Ангос (65010)
6. Андрес (65007)
7. Ансост (65013)
8. Антен (65015)
9. Арі-Еспенан (65026)
10. Арсізак-Адур (65019)
11. Артаньян (65035)
12. Ашан (65214)
13. Базе (65072)
14. Базіяк (65073)
15. Базордан (65074)
16. Барбазан-Деба (65062)
17. Барбазан-Дессю (65063)
18. Барбашан (65061)
19. Баррі (65067)
20. Барт (65068)
21. Беголь (65079)
22. Бенак (65080)
23. Бернаде-Деба (65085)
24. Бернаде-Дессю (65086)
25. Бернак-Деба (65083)
26. Бернак-Дессю (65084)
27. Бетбез (65088)
28. Бетпуї (65090)
29. Боннфон (65095)
30. Борд (65101)
31. Бордер-сюр-л'Ешез (65100)
32. Буй-Деван (65102)
33. Буй-Перей (65103)
34. Булен (65104)
35. Бур (65108)
36. Бюгар (65110)
37. Бюзон (65114)
38. Бюр (65113)
39. В'єзос (65468)
40. В'єль-Адур (65464)
41. Віду (65461)
42. Відуз (65462)
43. Вік-ан-Бігорр (65460)
44. Вільмбітс (65474)
45. Вільмюр (65475)
46. Вільнав-пре-Беарн (65476)
47. Вільнав-пре-Марсак (65477)
48. Вільфранк (65472)
49. Віске (65479)
50. Гардер (65185)
51. Гаян (65189)
52. Гізерикс (65213)
53. Гонез (65204)
54. Госсан (65187)
55. Гудон (65206)
56. Девез (65155)
57. Дур (65156)
58. Ер (65219)
59. Ескондо (65161)
60. Есконетс (65160)
61. Естампюр (65170)
62. Естірак (65174)
63. Жак (65232)
64. Жансак (65196)
65. Жуян (65235)
66. Ібаретт (65220)
67. Ібос (65226)
68. Ітт (65222)
69. Кааре (65118)
70. Кабанак (65115)
71. Калаванте (65120)
72. Камале (65121)
73. Кампюзан (65126)
74. Кастельв'єй (65131)
75. Кастельно-Маньоак (65129)
76. Кастельно-Рив'єр-Басс (65130)
77. Кастера-Ланюсс (65132)
78. Кастера-Лу (65133)
79. Кастеретс (65134)
80. Кексон (65119)
81. Кларак (65149)
82. Кобус (65136)
83. Коллонг (65151)
84. Коссад-Рив'єр (65137)
85. Куссан (65153)
86. Лабатю-Рив'єр (65240)
87. Лагард (65244)
88. Лаїтт-Туп'єр (65248)
89. Лакассань (65242)
90. Лаланн (65249)
91. Лаланн-Трі (65250)
92. Лалубер (65251)
93. Ламарк-Понтак (65252)
94. Ламарк-Рюстаен (65253)
95. Ламеак (65254)
96. Ланеспед (65256)
97. Ланн (65257)
98. Лансак (65259)
99. Лапейр (65260)
100. Ларан (65261)
101. Ларрель (65262)
102. Ларрок (65263)
103. Ласказер (65264)
104. Ласлад (65265)
105. Лассаль (65266)
106. Лафітоль (65243)
107. Лез (65272)
108. Лекюррі (65269)
109. Лерисс (65268)
110. Леспуе (65270)
111. Лізос (65276)
112. Луе (65284)
113. Луї (65285)
114. Лукрю (65281)
115. Любі-Бетмон (65289)
116. Любре-Сен-Люк (65288)
117. Люк (65290)
118. Люке (65292)
119. Люстар (65293)
120. Льяк (65273)
121. Мадіран (65296)
122. Мазероль (65308)
123. Мансан (65297)
124. Маркері (65298)
125. Марсак (65299)
126. Марсеян (65301)
127. Маскарас (65303)
128. Мен (65326)
129. Менго (65311)
130. Мобурге (65304)
131. Момер (65313)
132. Монлеон-Маньоак (65315)
133. Монлон (65316)
134. Монтіньяк (65321)
135. Монфокон (65314)
136. Муледус (65324)
137. Мумулус (65325)
138. Нуян (65330)
139. Обаред (65044)
140. Одос (65331)
141. Озон (65353)
142. Олеак-Деба (65332)
143. Олеак-Дессю (65333)
144. Орансан (65048)
145. Орг (65223)
146. Орган (65336)
147. Оренкль (65339)
148. Ореян (65047)
149. Ор'є (65337)
150. Ор'єбат (65049)
151. Орлекс (65340)
152. Оруакс (65341)
153. Осметс (65342)
154. Оссен (65344)
155. Пейре-Сент-Андре (65358)
156. Пейрен (65361)
157. Пейригер (65359)
158. Пейроб (65357)
159. Пентак (65364)
160. Пентус (65373)
161. Пуї (65368)
162. Пуйястрюк (65369)
163. Пумарус (65367)
164. Пюжо (65372)
165. Пюїдарріє (65374)
166. Рабастенс-де-Бігорр (65375)
167. Рико (65378)
168. Сабалос (65380)
169. Садурнен (65383)
170. Саль-Адур (65401)
171. Санус (65403)
172. Саріак-Маньоак (65404)
173. Сарніге (65406)
174. Сарріак-Бігорр (65409)
175. Сарруй (65410)
176. Сегалас (65414)
177. Семеак (65417)
178. Сенак (65418)
179. Сен-Ланн (65387)
180. Сен-Лезе (65390)
181. Сен-Мартен (65392)
182. Сен-Севе-де-Рюстан (65397)
183. Сензос (65426)
184. Сер-Рюстаен (65423)
185. Серон (65422)
186. Сізос (65148)
187. Совтерр (65412)
188. Сомбрен (65429)
189. Сореак (65430)
190. Су (65433)
191. Сублекоз (65432)
192. Суїо (65436)
193. Сьярруї (65425)
194. Талазак (65438)
195. Тарастекс (65439)
196. Тарб (65440)
197. Терм-Маньоак (65442)
198. Тостат (65446)
199. Трі-сюр-Баїз (65452)
200. Труле-Лабарт (65454)
201. Турне (65447)
202. Турнус-Дарре (65448)
203. Тюї (65443)
204. Уею (65346)
205. Урк (65225)
206. Урсбелій (65350)
207. Фонтрай (65177)
208. Фрешед (65178)
209. Фрешу-Фреше (65181)
210. Шель-Деба (65142)
211. Шис (65146)
212. Юнюас (65457)